# Una noche de garufa
 Una noche de garufa es una película argentina en blanco y negro de Argentina que tuvo el nombre alternativo de Las aventuras de Tito que se estrenó en 1915, dirigida por José Agustín Ferreyra sobre su propio guion, protagonizada por Menito Acuña y José Agustín Ferreyra más actores aficionados. Fue la primera película de José Agustín Ferreyra y se exhibió un solo día en el cine Colón, frente a la Plaza Lorea de la ciudad de Buenos Aires. La palabra garufa es un vocablo del lunfardo que significa,  diversión, jarana, francachela así como persona alegre, divertida. Se usa tanto en Argentina como en Uruguay y aparece en diversos tangos.

## Sinopsis
En su primera noche de salida después de haber recibido la llave de su casa, un jovencito entra en un local donde toca una orquesta de señoritas.

## Reparto
- Menito Acuña
- José Agustín Ferreyra

## Comentario
Dice Jorge Miguel Couselo que la película “debió estar influida casi hasta el memetismo por el cine cómico más primario, ser una suerte de trasplante de las explícitas piruetas de Toribio Sánchez o las primeras, todavía incipientes, del prestamente evolucionado Max Linder.”